# Glen Baxter
Pour les articles homonymes, voir Baxter.
Glen Baxter, alias Colonel Baxter, est un dessinateur britannique né le 4 mars 1944 à Leeds. Connu pour ses dessins surréalistes et absurdes qui font régulièrement l'objet d'ouvrages, et de publications par The New Yorker aux États-Unis, Le Monde et Le Point en France.

## Biographie
Baxter a suivi les cours du Leeds College of Art and Design. 
Ses dessins, ainsi que les textes qui les accompagnent, s'inspirent de la pulp fiction et des comics avec des références et des plaisanteries intellectuelles. Reconnaissables à leurs traits simples, ils montrent en général des cowboys, des gangsters, des explorateurs ou des écoliers, qui prononcent des propos savants et incongrus en rapport avec l'art et la philosophie.
L'œuvre de Glen Baxter a été rassemblée dans plusieurs livres, et son travail a été publié par The New Yorker, Vanity Fair ou The Independent et en France dans chaque numéro de la revue L'Actualité Nouvelle-Aquitaine.

## Œuvres

### Tapisserie
- 1999 : création d'une tapisserie sur Richard Cœur de Lion, demandée par le Centre national de l’estampe et de l’Art imprimé (cneAi) à Châlus[2].

### Publications
- 1981 : The Impending Gleam
- 1983 :
  - His Life: The Years of Struggle, Thames and Hudson
  - Atlas, le dernier terrain vague
- 1986 : Jodpurs in the Quantocks
- 1989 : Welcome to the Weird World of Glen Baxter
- 1990 : 
  - L'Heure du thé
  - Ma vie : les jeunes années
  - The Billiard Table Murders (trad. Meurtres à la table de billard, 2000)
- 1992 :  Glen Baxter Returns to Normal (trad. Retour à la normale, 1992)
- 1994 :
  - The Collected Blurtings of Baxter
  - The Further Blurtings of Baxter, Little, Brown and Company, London
- 1995 : The Wonder Book of Sex (trad. Wundersame Welt der Erotik, 1996 ; Le Livre de l'amour, 1997)
- 1997: Glen Baxter's Gourmet Guide, Bloomsbury Publishing, New York and London
- 1999 : Blizzards of Tweed, Bloomsbury Publishing, New York and London[3]
- 2002 : 
  - Trundling Grunts
  - The Unhinged World of Glen Baxter (trad. Le Monde de Glen Baxter, 2010)
- 2004 : Loomings Over the Suet
- 2005 : Fruits en danger de mort, Éditions La Pionnière, Paris

### Divers
- 2010 : Calendrier de l'Avent sur la façade de l'abbaye Saint-André de Meymac (Centre d'art contemporain)

### Œuvres dans les collections publiques
- Artothèque de Poitiers
- Artothèque d'Angers
- Fonds municipal d'art contemporain de la Ville de Paris, 2007, France
- Fonds départemental d'art contemporain de l'Essonne, Chamarande[4]
- Musée national d'art moderne, Centre Georges Pompidou[5]